# بنجامین اچ. هیل
بنجامین اچ. هیل (به انگلیسی: Benjamin H. Hill) سناتور سابق عضو حزب دموکرات ایالات متحده آمریکا بود. وی در سال ۱۸۷۷ تا ۱۸۸۲ میلادی سناتور ایالت جورجیا در سنای ایالات متحده آمریکا بود.